# Alfred von Kotsch
Franz Alfred von Kotsch (* 17. März 1863 in Schneeberg; † 21. August 1935 in Dresden) war ein sächsischer Generalleutnant.

## Leben

### Herkunft und Familie
Kotsch heiratete Agnes Bernauer und bekam mit ihr zwei Kinder, Margot Margarete von Kotsch, welche den Marine-Bauführer Friedmut von Marnitz (Sohn von Ludwig von Marnitz, Bruder von Viktor von Marnitz) heiratete, und Hertha Franziska von Kotsch, welche den Marineoffizier Adolf Unkelbach heiratete.

### Karriere
Kotsch trat 1877 als Kadett in das Kadettenhaus der sächsischen Armee ein und wurde nach mehrjähriger Erziehung im Jahre 1881 zum Fähnrich ernannt. Nach Beförderung zum Leutnant im Jahre 1882 stieg er in den folgenden Jahren weiter im Rang auf, so 1888 zum Oberleutnant und 1893 zum Hauptmann. Am 4. Juni 1904 wurde er zum Major befördert. 1908 diente er als Bataillonskommandeur im 3. Infanterie-Regiment „Prinzregent Luitpold von Bayern“ Nr. 102. Er wurde am 13. Dezember 1910 zum Oberstleutnant befördert. Nach Beförderung zum Oberst am 20. März 1912 wurde er zum Kommandeur des 9. Infanterie-Regiments Nr. 133 ernannt.
Mit seinem Regiment nahm er zu Beginn des Ersten Weltkriegs beim Vormarsch der 4. Division Nr. 40 im August 1914 an allen Gefechten teil. Bei den Kämpfen um Somme Py wurde er Kotsch am 2. September 1914 schwer verwundet, behielt aber trotzdem die Führung des Regiments und konnte die Eroberung des Dorfes sichern. Dafür wurde er am 15. Oktober 1914 mit dem Ritterkreuz des Militär-St.-Heinrichs-Ordens beliehen. Nach seiner am 14. Juli 1915 erfolgten Beförderung zum Generalmajor übernahm er die 192. Reserve-Infanterie-Brigade und wurde am 29. Dezember 1916 Kommandeur der 219. Infanterie-Division (10. Königlich Sächsische). Er war mit seiner Division in Frankreich, Belgien, Livland, Estland und im Balkan aktiv. Er führte die Division nach dem Waffenstillstand bis zur Demobilisierung im Januar 1919 an. Kotsch wurde mit dem Charakter eines Generalleutnants aus der Armee entlassen.

## Schriften
- Aus der Geschichte des früheren Kgl. Sächs. 9. Infanterie-Regiments Nr. 133. Limpert, Dresden 1924 (online).